# Green Acres (Kalifornien)
Green Acres ist ein Census-designated place im Riverside County im US-Bundesstaat Kalifornien. Das U.S. Census Bureau hat bei der Volkszählung 2020 eine Einwohnerzahl von 2.918 ermittelt.

## Geografie
Green Acres liegt im Westen des Riverside Countys in Kalifornien. Östlich liegt die Stadt Hemet, südlich die Gemeinde Winchester und westlich die CDP Homeland. In der Nähe befindet sich außerdem der Stausee Diamond Valley Lake.
Mit 1805 Einwohnern (Stand der Volkszählung 2010) und einer Fläche von ungefähr 3,6 km², die sich vollständig aus Land zusammensetzt, beträgt die Bevölkerungsdichte 497,7 Einwohner pro Quadratkilometer. Das Ortszentrum liegt auf einer Höhe von 474 Metern.

## Politik
Green Acres ist Teil des 28. Distrikts im Senat von Kalifornien, der momentan vom Demokraten Ted W. Lieu vertreten wird. In der California State Assembly ist der Ort dem 67. Distrikt zugeordnet und wird somit von der Republikanerin Melissa Melendez vertreten. Auf Bundesebene gehört Green Acres Kaliforniens 42. Kongresswahlbezirk an, der einen Cook Partisan Voting Index von R+10 hat und vom Republikaner Ken Calvert vertreten wird.